# Triphosa subsericata
Triphosa subsericata är en fjärilsart som beskrevs av Otto Staudinger 1897. Triphosa subsericata ingår i släktet Triphosa och familjen mätare. Inga underarter finns listade i Catalogue of Life.